# Waduk Cipancuh
Waduk Cipancuh är en sjö i Indonesien.   Den ligger i provinsen Jawa Barat, i den västra delen av landet, 130 km öster om huvudstaden Jakarta. Waduk Cipancuh ligger 26 meter över havet. Arean är 3,0 kvadratkilometer.Omgivningarna runt Waduk Cipancuh är en mosaik av jordbruksmark och naturlig växtlighet. Den sträcker sig 2,5 kilometer i nord-sydlig riktning, och 2,2 kilometer i öst-västlig riktning.